# 1731 en arts plastiques
| Années des arts plastiques : 1728 - 1729 - 1730 - 1731 - 1732 - 1733 - 1734    |
| Décennies des arts plastiques : 1700 - 1710 - 1720 - 1730 - 1740 - 1750 - 1760 |

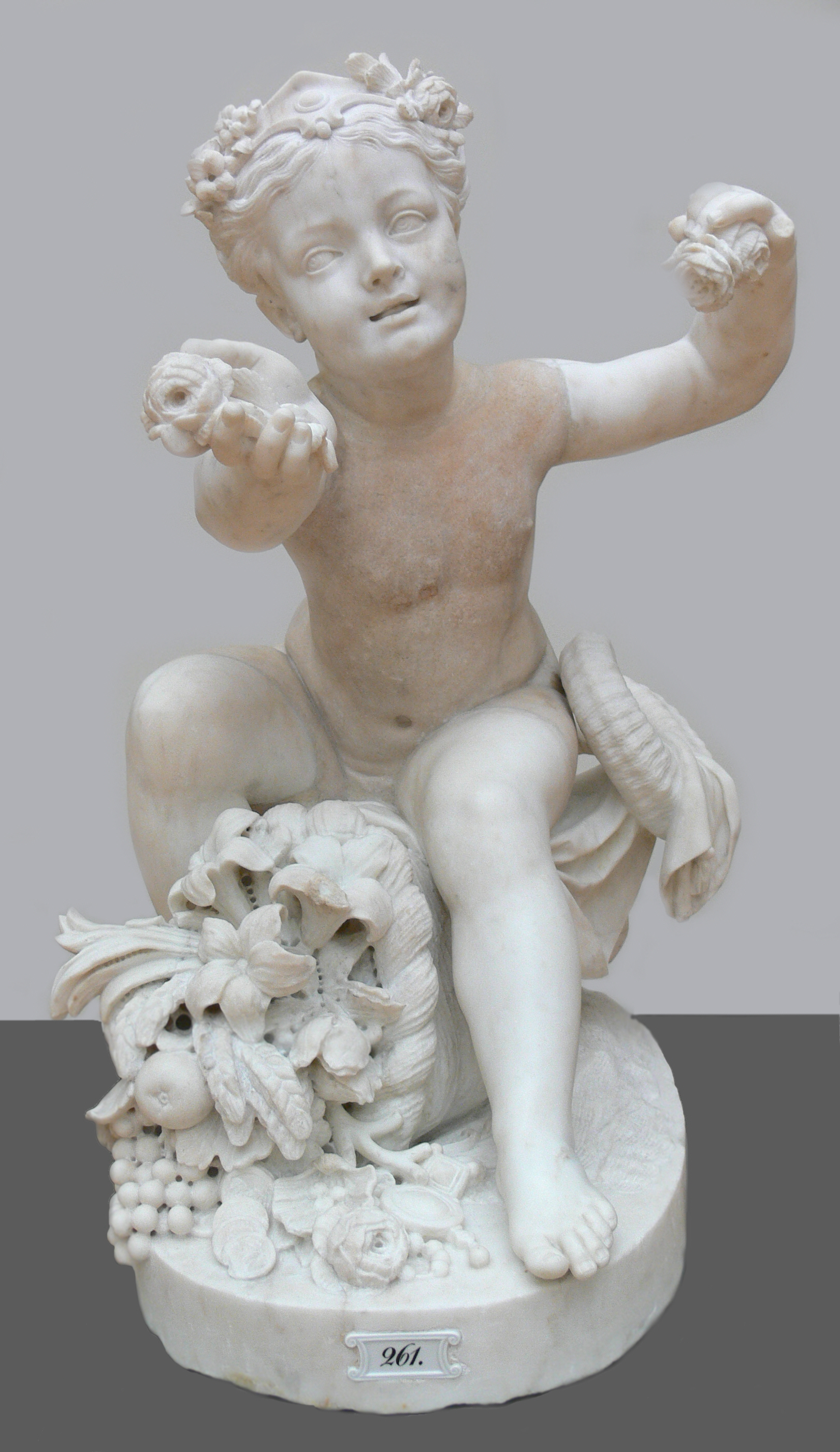
Génie de l'abondance, marbre de Edmé Bouchardon.

Cette page concerne l'année 1731 en arts plastiques.

## Naissances
- 16 février : Marcello Bacciarelli, peintre italien († 5 janvier 1818),
- 3 mars : Per Gustaf Floding, dessinateur et graveur suédois († 17 octobre 1791),
- 28 mars : Ermenegildo Costantini, peintre baroque italien († 2 août 1791),
- 10 avril : Louis Joseph Watteau, peintre français († 27 août 1798),
- 18 mai : José Camarón Boronat, peintre, dessinateur et graveur espagnol († 14 juillet 1803),
- 8 décembre : Mariano Rossi, peintre italien († 4 octobre 1807),
- ? : Margareta Christina Giers, peintre suédoise († 12 novembre 1796).

## Décès
- 18 avril : Giovanna Fratellini, peintre italienne (° 1666),
- 6 juin : Giovanni Odazzi, graveur et peintre italien (° 25 mars 1663),
- ? : Giovanni Camillo Sagrestani, peintre baroque italien de l'école florentine (° 1660).